# キム・ミンジ (アナウンサー)
キム・ミンジ（金玟志、朝鮮語: 김민지、1985年8月14日 - ）は、韓国のアナウンサー。

## プロフィール
- 身長は、163 cm。
- 血液型は、O型。
- 梨花女子大学西洋画科、放送映像学科学士

## 出演
- フットボールマガジンゴール!
- モーニングワイド土曜日の朝総合ニュース、SBS5ニュース
- 生放送ツデー